# Камерон, Гарри
Гарольд Хью Кэмерон (англ. Harold Hugh Cameron; 6 февраля 1890, Пемброк, Онтарио, Канада — 20 октября 1953) — бывший канадский хоккеист. Играл на позиции защитника.
Провел в Национальной хоккейной лиге 6 сезонов выступая за команды «Торонто Аренас» (1917—1919), «Оттава Сенаторс» (1918—1919), «Торонто Сент-Пэтрикс»(1919—1920, 1920—1923), «Монреаль Канадиенс» (1919—1920).
В НХЛ провёл 128 матчей, забил 88 шайб, сделал 51 результативную передачу, набрал в сумме 139 очков, заработал 195 минут штрафного времени.
В розыгрыше Кубка Стэнли провел 20 матчей, забил 10 шайб, сделал 7 результативных передач, набрал в сумме 17 очков, заработал 39 минут штрафного времени.

## Достижения
Обладатель Кубка Стэнли 1918 и 1922 года.